# Kadir Bekmezci
Kadir Bekmezci (sinh 5 tháng 7 năm 1985) là một cầu thủ bóng đá Bỉ gốc Thổ Nhĩ Kỳ thi đấu ở vị trí tiền vệ tấn công cho câu lạc bộ Thổ Nhĩ Kỳ ở First League Elazığspor.

## Sự nghiệp câu lạc bộ
Bekmezci, sinh ra ở Bỉ, từng thi đấu cho Standard Liège. Anh cũng thi đấu cho nhiều câu lạc bộ Bỉ khác, như K. Beringen-Heusden-Zolder, K.A.S. Eupen, và K.F.C. Verbroedering Geel. Hacettepe chuyển nhượng Bekmezci vào tháng 8 năm 2007. Anh trải qua hai năm ở câu lạc bộ trước khi Sivasspor có được sự phục vụ của anh vào tháng 8 năm 2009.